# Wamboltsches Schlösschen

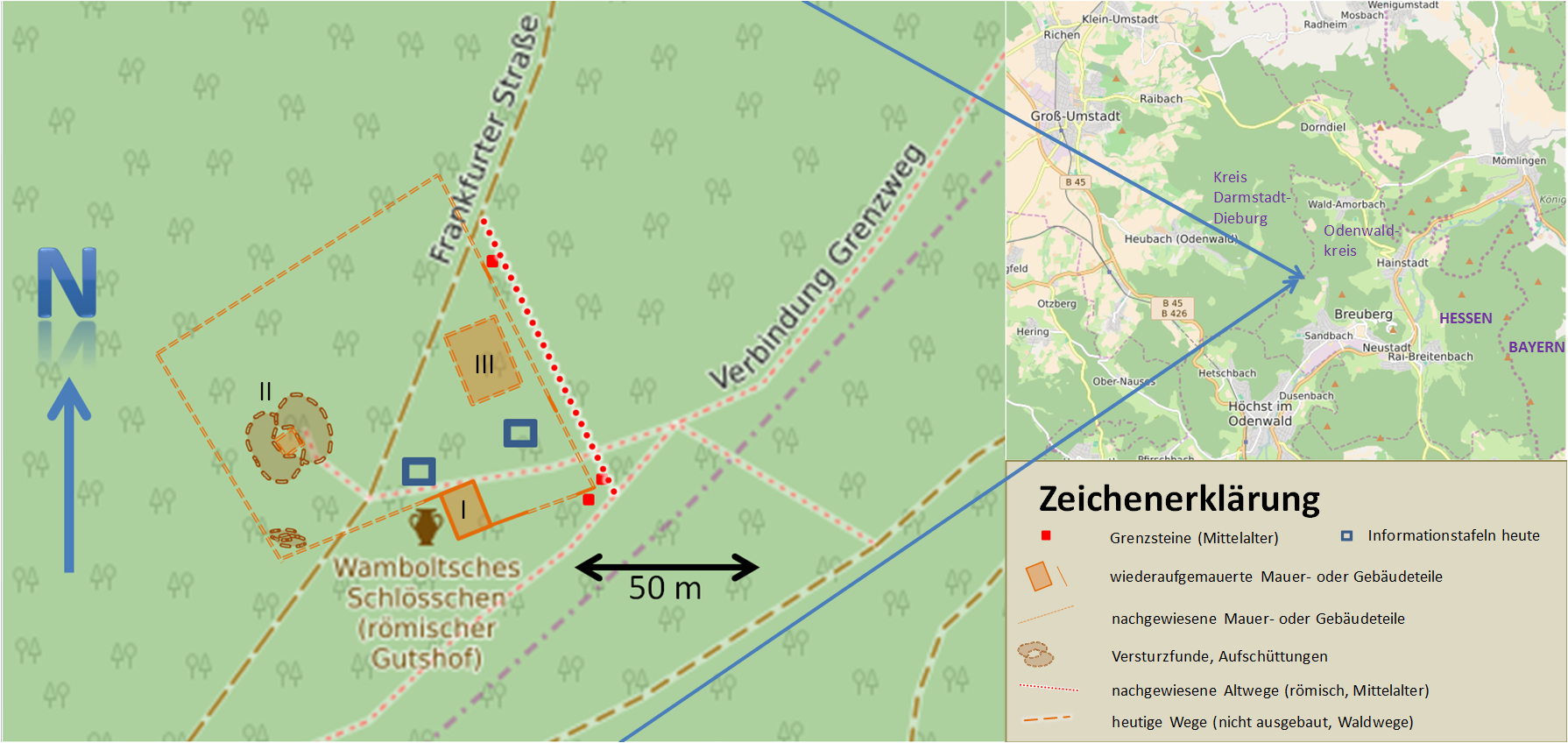
Skizze der Lage der römischen Fundstelle. Die Frankfurter Straße (früher Alte Höchster Straße) ist der heutige Höhenweg; der Alte Grenzweg entspricht dem nachgewiesenen Weg zu römischer Zeit.

Das sogenannte Wamboltsche Schlösschen bei Groß-Umstadt-Heubach, Landkreis Darmstadt-Dieburg in Hessen, war eine römische Siedlungsstelle auf einem Höhenrücken zwischen Heubach und Breuberg-Sandbach. Ihren Namen erhielt sie, weil man sie ursprünglich für die Stammburg der Wambolt von Umstadt hielt. Durch verschiedene Ausgrabungen seit 1878 wurde der römische Ursprung der Gebäude nachgewiesen.

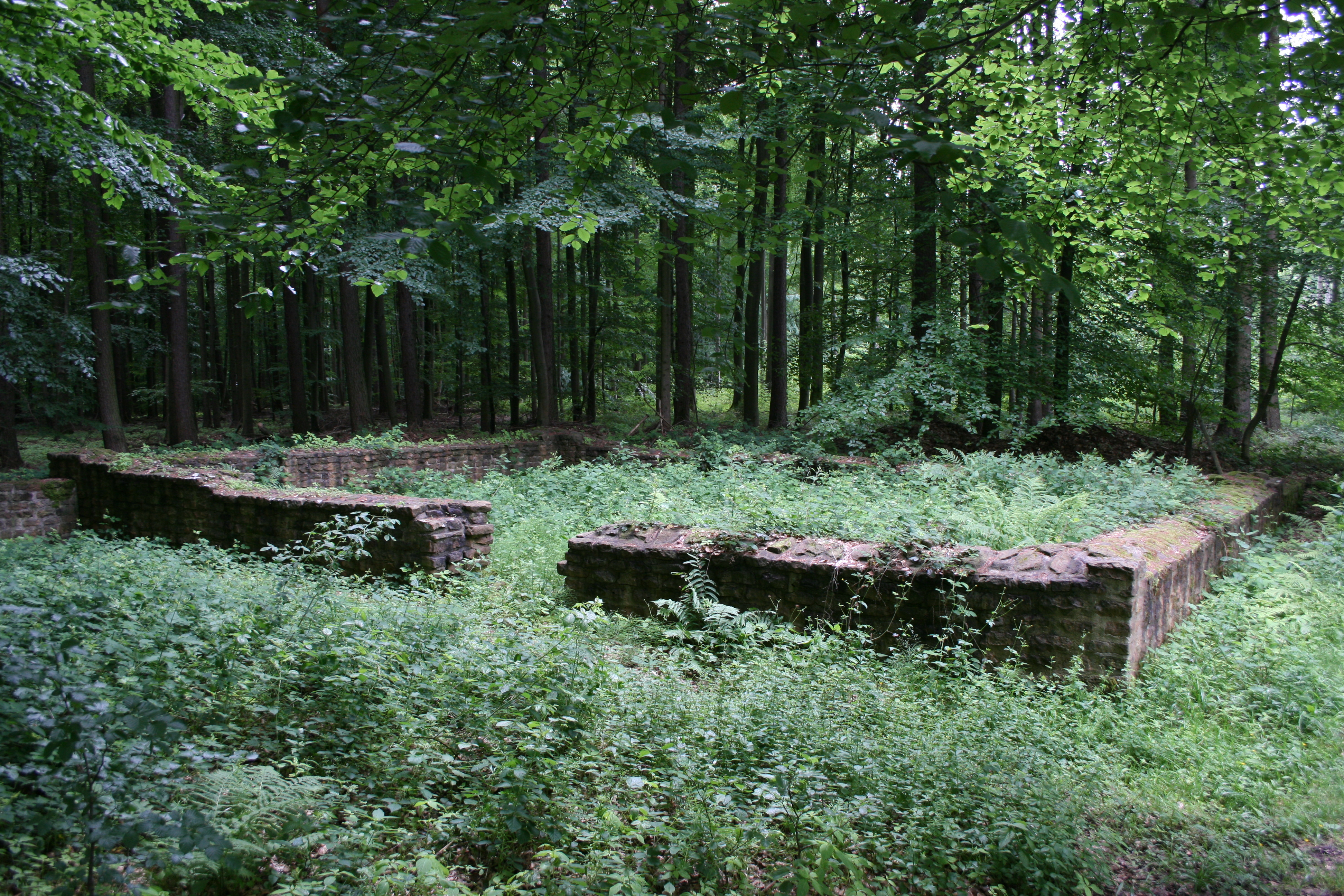
Ansicht der konservierten Grundmauern von Gebäude I.

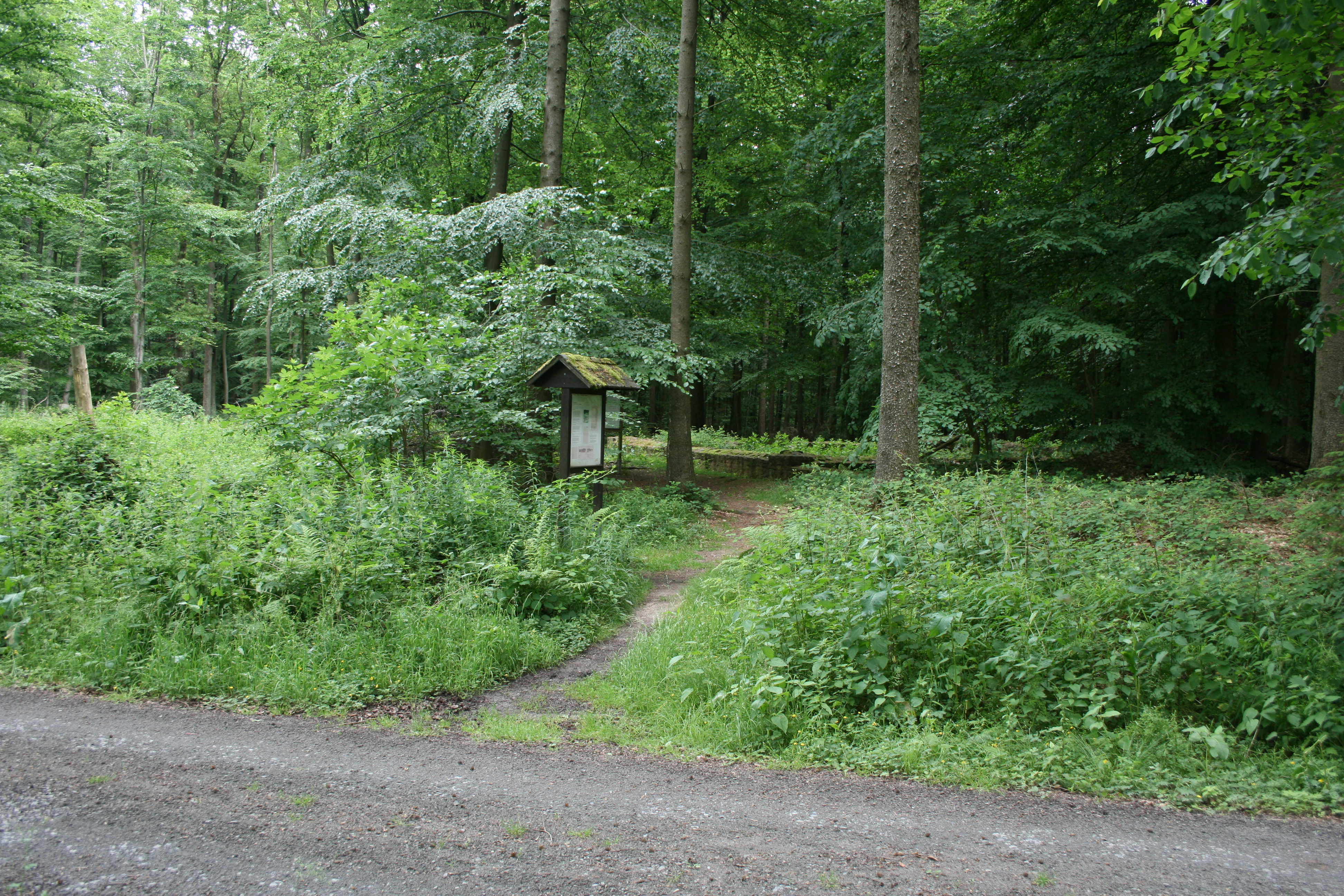
Ansicht vom heutigen Forstweg (Alte Frankfurter Straße).

## Lage
Die Fundstelle liegt im vorderen Odenwald, nordwestlich der Burg Breuberg, nahe der heutigen Gemeindegrenze zwischen Breuberg und Groß-Umstadt im Walddistrikt „Heidestock“. Der Gipfel des fast gleichnamigen Heidenstocks liegt allerdings etwa 500 m nördlich. Der Höhenrücken auf etwa 330 m ü. NN fällt nach Nordwesten (Richtung Heubach), Osten (Wald-Amorbach und Hainstadt) und Süden (Sandbach) zu steil ab und ist heute dicht bewaldet. Südlich der Fundstelle biegt der Höhenrücken nach Westen ab. In annähernd nord-südlicher Richtung verläuft die Alte Frankfurter Straße (auch „Alte Höchster Straße“ bezeichnet) durch die Siedlungsstelle, eine Altstraße, die vermutlich schon in römischer Zeit bestand.

## Erforschung
Der Sage nach sollte es sich bei der Ruine um den Stammsitz der Herren Wambolt von Umstadt handeln, ein im Odenwald seit dem 13. Jahrhundert nachweisbares Adelsgeschlecht. Erste Ausgrabungen an der Anlage ließ der Historische Verein für das Großherzogtum Hessen 1878 unter Heinrich Gieß durchführen (Gebäude II). Fundstücke aus dieser Tätigkeit ergaben bereits damals eine Datierung der Ruinenstätte in römische Zeit.
Weitere Grabungen wurden 1977, sowie zwischen 1980 und 1985 durch die Archäologische und volkskundliche Arbeitsgemeinschaft Dieburg e. V. (AVA) durchgeführt. Sie führten zur Freilegung und Konservierung der heute sichtbaren Mauerzüge. Ebenfalls durch die AVA wurden in der Anlage einige Schautafeln zur Erläuterung aufgestellt.

## Anlage

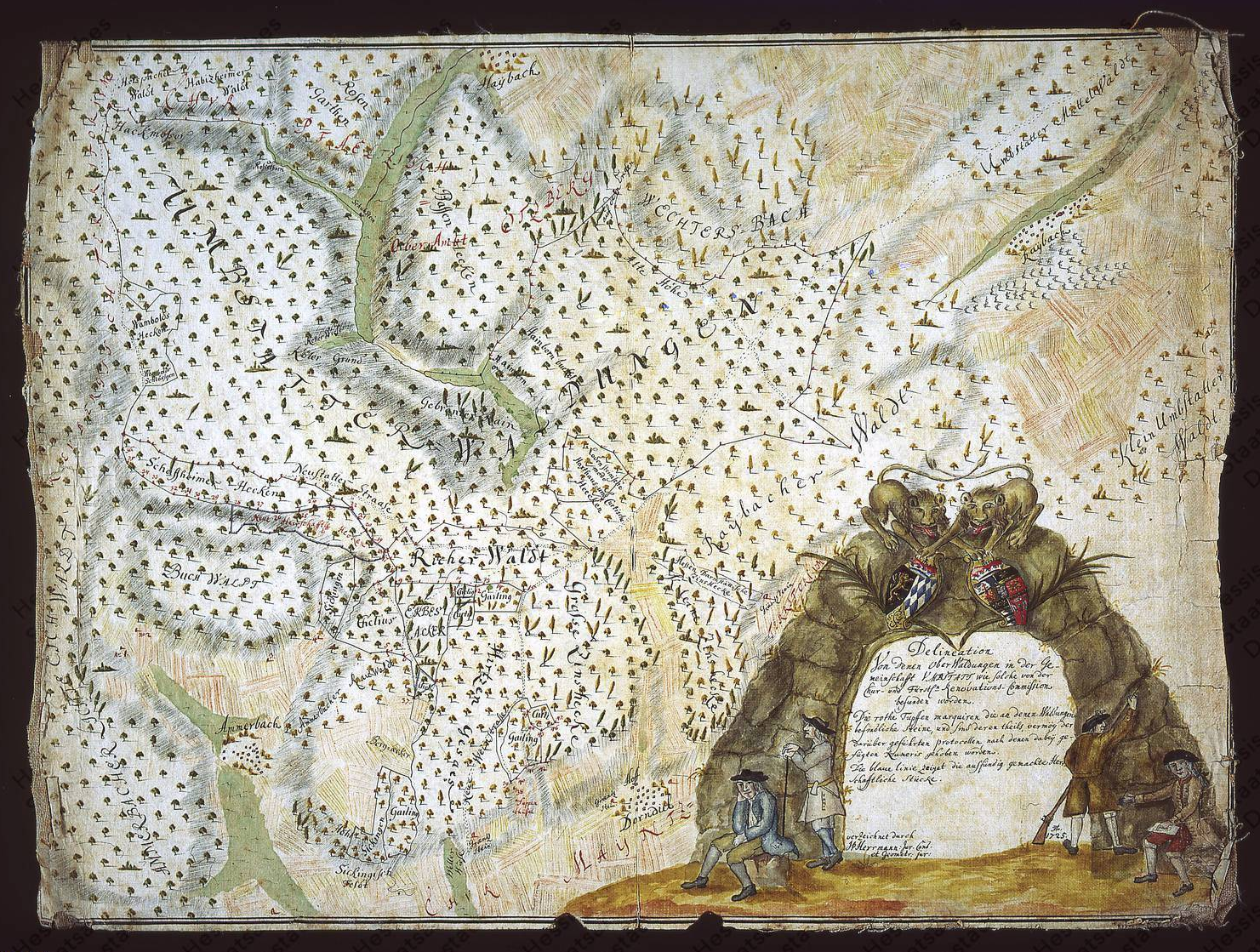
Karte von 1725 – ganz links ist der Standort der ehemaligen villa rustica

Vor den Grabungen war neben den Schutthügeln der drei Gebäude die Umfassungsmauer als Wall zu erkennen. Sie weist einen unregelmäßigen Grundriss von rund 60 × 75 × 80 × 90 m bei teilweise recht scharfwinkligen Ecken auf. Darin befanden sich drei Gebäude, von denen die Fundamente des Gebäudes I zusammen mit Teilen der Umfassungsmauer konserviert sind. Die Einbindung des Gebäudes in die Umfassungsmauer sowie eine daran erkennbare Baufuge legen nahe, dass dieses 12 × 13 m große Gebäude bereits bestand, als die Mauer errichtet wurde. Ein späterer Einbau in der Nordwest-Ecke des Gebäudes kann als Reduktion oder turmartiger Aufbau interpretiert werden.
Mindestens zwei weitere Gebäude (II und III) innerhalb der Anlage sind als Schutthügel im Waldboden zu erkennen und nicht konserviert. Fundstücke aus den Grabungen sind eher dürftig. Neben wenigen Keramikscherben handelt es sich dabei um Mühlsteinfragmente und eine Eisenplatte, die in Gebäude I geborgen wurde. Da auch keine Brandspuren festgestellt werden konnten, lässt dies an eine planmäßige Räumung der Anlage, wahrscheinlich mit dem Limesfall um 260 n. Chr. denken.
Die Interpretation der Anlage variiert zwischen einer Straßenstation, einem Heiligtum sowie einem römischen Gutshof (Villa rustica), der aufgrund der Topographie stark auf Weidewirtschaft basierte.